# Tilloy-Floriville
Tilloy-Floriville è un comune francese di 389 abitanti situato nel dipartimento della Somme nella regione dell'Alta Francia.

## Società

### Evoluzione demografica
Abitanti censiti